# Inserzione pericolosa 2
Inserzione pericolosa 2 (Single White Female 2: The Psycho) è un film del 2005 diretto da Keith Samples. Il film è stato considerato, più che un sequel, un remake di Inserzione pericolosa (1992), visto che varia tutto il cast, ma la trama rimane pressappoco la stessa.

## Trama
Holly Parker è una famosa addetta alle pubbliche relazioni che vive a New York, ma Jan, una sua invidiosissima collega, la fa trasferire a Chicago con un astuto inganno. Holly cerca allora un appartamento per coabitare con qualcun altro, e ritiene vantaggiosa l'offerta della timida Tess. Quando però quest'ultima inizierà a vestirsi e pettinarsi come lei, e a minare persino le sue relazioni affettive, Holly comincerà a sentirsi seriamente in pericolo.

## Critica
Le recensioni riguardanti il film sono state prevalentemente negative e la pellicola è stata definita comunque non all'altezza della precedente.